# 竹田政一
竹田 政一（たけだ せいいち、1894年（明治27年）4月8日 - 1955年（昭和30年）5月13日）は、大日本帝国陸軍軍人。最終階級は陸軍少将。

## 経歴
1894年（明治27年）に愛知県で生まれた。陸軍士官学校第26期、陸軍大学校第38期卒業。1937年（昭和12年）8月に高射砲第3連隊長に就任し、1938年（昭和13年）3月に陸軍砲兵大佐に進級した。1939年（昭和14年）8月に陸軍野戦砲兵学校教官に転じた。
1941年（昭和16年）3月24日に第19砲兵団長（朝鮮軍・第19師団）に就任し、8月25日に陸軍少将に進級した。1942年（昭和17年）3月6日に中部防空旅団長（中部軍）に転じ、11月9日に中部軍司令部附となり、1943年（昭和18年）3月に第3砲兵団長に転じた。1944年（昭和19年）2月に第1砲兵司令官（第2総軍・第16方面軍・第57軍）に就任し、宮崎で本土決戦に備える中で終戦を迎えた。
1947年（昭和22年）11月28日、公職追放仮指定を受けた。